# Cantone di Río Cuarto
Río Cuarto è un cantone della Costa Rica facente parte della provincia di Alajuela.
Il cantone è suddiviso in 3 distretti:
- Río Cuarto
- Santa Rita
- Santa Isabel